# Hans-Hermann Schwick

Hans-Hermann Schwick während der außerordentlichen Mitgliederversammlung am 5. Mai 2010

Hans-Hermann Schwick (* 31. Dezember 1947 in Bielefeld) ist Rechtsanwalt in Bielefeld und ehemaliger Präsident des Sportvereins DSC Arminia Bielefeld.
Nach abgeschlossenem Studium der Rechtswissenschaften in Freiburg im Breisgau und Münster arbeitet Schwick seit 1981 als Rechtsanwalt in Bielefeld. Von 1990 bis 2010 war er zudem Vorstandsmitglied des Sportvereins DSC Arminia Bielefeld, bei dem er 1991 das Ehrenamt des Präsidenten übernahm. Er war damit der dienstälteste Präsident im deutschen Profifußball. Außerdem war er Vorsitzender des Aufsichtsrats der aus dem Verein ausgegliederten Lizenzspielerabteilung (DSC Arminia Bielefeld GmbH & Co. KGaA).
Im Zuge des Abstiegs der Arminia im Jahr 2009 kam es zu erheblicher Kritik an der gesamten Vereinsführung. Im Verlauf dieser Entwicklung gab Hans Hermann Schwick bekannt, als Vereinspräsident des DSC auf der Jahreshauptversammlung am 22. Juni 2009 zurückzutreten. Nach weiter anhaltender Kritik stellte er zudem seinen Posten als Aufsichtsratsvorsitzender der ausgegliederten Lizenzspielerabteilung zur Verfügung. Er wolle damit „einem Neuanfang nicht im Wege stehen“. Eine überraschende Entwicklung auf der Jahreshauptversammlung führte jedoch dazu, dass Schwick nach seinem Rücktritt erneut zum Präsidenten gewählt wurde. Dies resultierte aus der Tatsache, dass keiner der beiden zur Wahl stehenden Kandidaten die nötige Unterstützung erhalten konnte. Klaus Daudel, der als Kandidat aus Kreisen der Vereinsgremien in das Rennen geschickt worden war, fehlte dabei vor allem der Rückhalt der Mitglieder, wohingegen der Kandidat der Oppositionsgruppierung „Kritische Arminen“ Dirk Obermann in den Vereinsgremien und auf Seite der Sponsoren auf wenig Unterstützung stieß. Da beide Kandidaten nach einem turbulenten Sitzungsverlauf auf eine Kandidatur verzichteten, stellte sich Hans-Hermann Schwick, nach Vermittlung des Sitzungsleiters Michael Vesper, wieder zur Wahl und wurde für weitere zwei Jahre zum Präsidenten gewählt. Am 4. Juni 2010 erklärte Schwick erneut seinen Rücktritt.
Schwick ist Mitglied der Studentenverbindung Corps Rhenania Freiburg.